# Шорхам (Њујорк)
Шорхам (енгл. Shoreham) град је у америчкој савезној држави Њујорк.

## Демографија
По попису из 2010. године број становника је 531, што је 114 (27,3%) становника више него 2000. године.
| Група             | 2000.       | 2010.       |
| Белци             | 394 (94,5%) | 490 (92,3%) |
| Афроамериканци    | 0 (0,0%)    | 7 (1,3%)    |
| Азијати           | 10 (2,4%)   | 16 (3,0%)   |
| Хиспаноамериканци | 12 (2,9%)   | 15 (2,8%)   |
| Укупно            | 417         | 531         |